# Southborough (Kent)
Southborough è una cittadina di 11 124 abitanti della contea del Kent, in Inghilterra.